# Jálid ibn al-Walid
Jálid ibn al-Walid ibn al-Mughira al-Majzumi (en árabe: 584-خالد بن الوليد; 642), también conocido como Sayf Allah al-Maslūl (la espada en la mano de Dios), fue un Compañero del Profeta Muhammad. Fue notable por sus tácticas y proezas militares, y comandó las fuerzas de Medina durante el gobierno de Muhammad y las fuerzas de sus sucesores inmediatos: Abu Bakr y Úmar ibn al-Jattab.
Con su mando militar, por primera vez en la historia estuvo unida Arabia en una entidad política: el Califato. Jálid es uno de los pocos generales en la historia que nunca perdió una batalla, pues resultó victorioso en cientos de combates, en muchas ocasiones contra fuerzas numéricamente superiores como Imperio bizantino, el Imperio sasánida, sus aliados y otras tribus árabes. Sus logros estratégicos incluyen la conquista de Arabia, Mesopotamia y la Siria romana desde 632 hasta 636. Es especialmente recordado por sus victorias decisivas en la batalla de Yamama, la de Ullais y la de Firaz, y sus exitosas tácticas en las de Walaŷa y Yarmuk.
Jinete del aristocrático clan Majzum de la tribu Quraysh, que se opuso fervientemente a Mahoma, Jálid jugó un papel decisivo en la derrota musulmana en la batalla de Uhud en el año 625. Tras su conversión al islam en el 627 o 629, fue nombrado comandante por Mahoma, que le otorgó el título de Sayf Allah ("la Espada de Dios"). Jálid coordinó la retirada segura de las tropas musulmanas durante la abortada expedición a Mu'ta contra los aliados árabes de los bizantinos en el 629 y dirigió los contingentes beduinos del ejército musulmán durante la toma de La Meca y la batalla de Hunayn alrededor del año 630. Tras la muerte de Mahoma, Jálid fue designado para reprimir o subyugar a las tribus árabes de Néyed y Yamama (ambas regiones en Arabia central) que se oponían al naciente estado musulmán, derrotando a los líderes rebeldes Tulayha en la batalla de Buzakha en el 632 y Musaylima en la batalla de Aqraba en el 633. 
Posteriormente, Jálid se enfrentó a tribus árabes, mayoritariamente cristianas, y a las guarniciones persas sasánidas del valle del Éufrates, en Irak. Abu Bakr le asignó el mando de los ejércitos musulmanes en Siria y lideró a sus hombres en una marcha poco convencional a través de una larga franja sin agua del desierto sirio, lo que cimentó su reputación como estratega militar. Como resultado de victorias decisivas contra los bizantinos en Achnadayn (634), Fahl (634), Damasco (634-635) y Yarmuk (636), los musulmanes bajo el mando de Jálid conquistaron gran parte de Siria. Posteriormente fue degradado del alto mando por Úmar a raíz de una serie de causas citadas por fuentes islámicas tradicionales y modernas. Jálid continuó sirviendo como lugarteniente principal de su sucesor, Abu Ubáidah ibn al-Yarrah, en los asedios de Homs y Alepo y en la batalla de Qinnasrin, todos ellos en 637-638, que precipitaron colectivamente la retirada de Siria de las tropas imperiales bizantinas del emperador Heraclio. Posteriormente, Úmar destituyó a Jálid de su cargo de gobernador de Qinnasrin y éste murió en Medina o Homs en 642. 
Los historiadores suelen considerar a Jálid como uno de los generales más aguerridos y exitosos de los primeros tiempos del Islam, y se le conmemora en todo el mundo árabe hasta la actualidad. La tradición islámica atribuye a Jálid sus tácticas en el campo de batalla y su eficaz liderazgo en las primeras conquistas musulmanas, pero le acusa de haber ejecutado ilícitamente a miembros de tribus árabes que habían aceptado el islam, concretamente a miembros del clan de los Banu Jadhima en vida de Mahoma y a Málik ibn Nuwayra durante las guerras Ridda, así como de haber cometido faltas morales y fiscales en Siria. Su fama militar perturbó a algunos de los primeros conversos musulmanes piadosos, entre ellos Úmar, que temían que se convirtiera en un culto a la personalidad.

## Biografía

### Primeros años
Jálid ibn al-Walid nació en 584 d. C. cerca de La Meca en el clan de los Banu Quraysh, la tribu de Mahoma.
Jálid fue enviado a una tribu beduina de acuerdo con las tradiciones árabes hasta la edad de cinco años, a la que regresó con sus padres a La Meca. Su padre, Walid ibn al-Mughira, era el jefe de los Banu Majzum —una de las más nobles familias de los Quraysh— y se lo conocía en La Meca por el título de Al-Wáhid (el único).
Durante su infancia sufrió un ataque de viruela que le dejó algunas marcas en su mejilla izquierda. El padre de Jálid llevó a cabo personalmente su educación e hizo todo lo posible para inculcarle todas las virtudes que apreciaban los árabes (coraje, capacidad de lucha, tenacidad y generosidad). Cuando aún era niño, se le enseñó a montar tanto a caballo como a camello. Los Banu Majzum tenían fama de ser los mejores jinetes de Arabia y Jálid se convirtió en uno de los mejores jinetes de los Banu Majzum. También aprendió a utilizar todas las armas (espada, arco y lanza), tanto a caballo como a pie, y demostró una habilidad especial en el manejo de la lanza.
A pesar de pertenecer a una familia noble y rica, Jálid ibn al-Walid en algunas ocasiones realizó el trabajo de herrero y el de comerciante, acompañó a las caravanas comerciales a Siria y visitó las grandes ciudades comerciales de la provincia de Bizancio. De esta forma conocería a árabes gasánidas, a los persas sasánidas, a los coptos egipcios y a los bizantinos.

### Luchas contra Mahoma
El padre de Jálid no estaba de acuerdo con el movimiento del islam que Mahoma había comenzado y sentía una gran hostilidad hacia el Profeta . 
Mahoma tuvo que abandonar La Meca y marchar a Yatrib (después conocida como Medina) en la Hégira y se inició un periodo de hostilidad entre la comunidad musulmana de Medina y la tribu de los Quraysh.
Jálid no participó en la batalla de Badr, pero sí intervino su hermano Walid ibn Walid, que fue capturado y hecho prisionero. Jálid y su hermano Hisham ibn Walid viajaron hasta Medina para rescatar a Walid, pero en el viaje de regreso este huyó para volver a Medina al lado de Mahoma, convirtiéndose al islam.

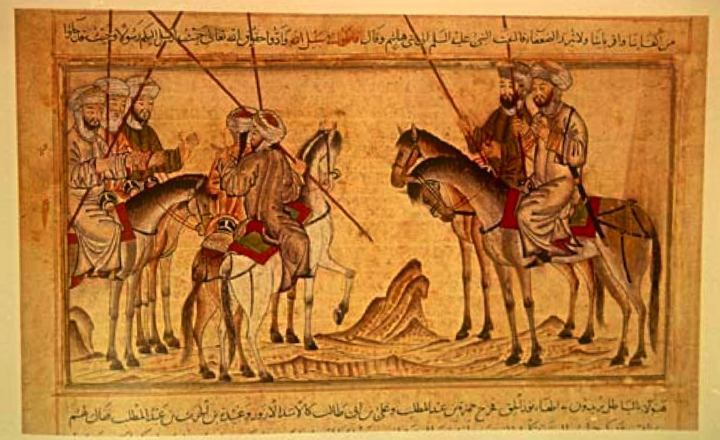
Representación de la batalla de Badr.

Jálid tomó las armas contra los medinenses y su talento militar fue imprescindible para que los Quraysh lograran la victoria en la batalla de Uhud.
También tomó parte en la campaña del 627 d. C. dirigida por Abu Sufyan ibn Harb y conocida como la «batalla del Foso», ya que Mahoma mandó construir un foso alrededor de Medina siguiendo el consejo del persa Salmán, lo que constituyó una brillante táctica que hizo que a los sitiadores se les acabase el grano y tuvieran problemas para encontrar forraje para sus monturas.

### Su conversión al islam
A partir del año 628, empieza la época ofensiva del islam. Mahoma decidió que debía cumplir el peregrinaje a La Meca y con un grupo de fieles se dirigió a territorio sagrado donde los qurayshíes le impidieron el paso. Se evitó la confrontación gracias al Tratado de Hudaybiyyah, que supuso una tregua de diez años y otorgó a los musulmanes el derecho de peregrinar a La Meca.
Al año siguiente, los musulmanes entraron en La Meca, donde el creciente prestigio y poder de la nueva fe aportaron nuevos conversos. Entre ellos se encontraba Jálid ibn al-Walid.
En el año 6 AH (aprox. 627 d. C.) u 8 AH (aprox. 629 d. C.) Jálid abrazó el islam en presencia de Mahoma junto con el coraichita Amr ibn al-As. El historiador moderno Michael Lecker comenta que las descripciones que sostienen que Jálid y Amr se convirtieron en el año 8 AH son "quizá más fiables". El historiador Akram Diya Umari sostiene que Jálid y Amr abrazaron el Islam y se mudaron a Medina tras el Tratado de Hudaybiyya, aparentemente después de que los coraichitas abandonaran sus exigencias de extradición de nuevos musulmanes convertidos a La Meca. Tras su conversión, Jálid "comenzó a dedicar todo su considerable talento militar al apoyo del nuevo estado musulmán", según el historiador Hugh N. Kennedy.

## Campañas militares bajo el mando de Mahoma
En los últimos años de vida del Profeta, los ataques musulmanes contra Siria y el reino árabe de los gasánidas habían empezado sin mucho éxito. Jálid ibn al-Walid participó en una incursión en el año 629, en la que los musulmanes se toparon con un destacamento de soldados bizantinos y tuvo lugar la batalla de Mu'tah, en la que los árabes fueron derrotados y obligados a huir. El comandante del grupo falleció y Jálid fue seleccionado por sus compañeros para ostentar el mando; logró realizar una retirada estratégica que evitó la destrucción de las fuerzas musulmanas.
Al año siguiente, los medinenses avanzaron para tomar La Meca tras anular Mahoma el Tratado de Hudaybiyyah por haber asesinado un mecano a un musulmán. Jálid mandó uno de los cuatro ejércitos que convergieron en La Meca. Ese mismo año tomó parte en la batalla de Hunayn y en el asedio de Taif contra las tribus de los Banu Hawazin y de los Banu Thaqif, que no aceptaban la autoridad del Profeta.
Mahoma lo envió a destruir el ídolo de la diosa Al-Uzza del oasis de Najla y a negociar con la poderosa tribu de los Banu Jadhima; estos aceptaron la invitación, pero Jálid los tomó presos y ejecutó a parte de la tribu debido a la enemistad que tenía contra ella.
Mahoma envió después a Jálid contra la ciudad oasis de Dumat al-Ŷandal, a cuyo gobernante capturó y envió a La Meca. Mahoma lo liberó más tarde a cambio de dos mil camellos, ochocientas ovejas, armaduras y lanzas, así como el compromiso del pago de una capitación. A continuación, Jálid recibió la misión de marchar a Yemen e invitar a la tribu Banu ul-Hárith a aceptar el islam.
En abril de 631 d. C., Mahoma lo envió nuevamente en una expedición contra Dumat al-Ŷandal con la misión de destruir el ídolo pagano, Wadd. Jálid destruyó la estatua, así como el templo, y mató a cuantos se resistieron.

## Servicio durante el Califato de Abu Bakr
Cuando Mahoma murió en el año 632 d. C., todo el futuro del proyecto islámico quedó en entredicho. Mahoma no había dejado heredero. Abu Bakr fue designado “jalífat Al-lah”, representante de Dios en la tierra. Los Quraysh y la mayoría de los ansar se sintieron obligados a aceptar el liderato de Abu Bakr.
Sin embargo, la designación de Abu Bakr como califa no había podido evitar que surgieran desavenencias, ya que muchas tribus consideraban que habían jurado lealtad a Mahoma y que este juramento era un contrato personal al que la muerte del Profeta había puesto fin. Más grave fue la actitud de otras tribus, que vieron la oportunidad de desafiar el poder de Medina. Entre estas se encontraba la tribu Banu Hamifa de Yamama, cuyos miembros declararon tener un profeta llamado Musaylima. En el noreste de Arabia, otras tribus decidieron seguir a una profetisa llamada Sayah. La tribu de los Banu Asad, que se había convertido al islam, se unió a la revuelta apoyando a un profeta conocido como Tulaiha ibn Juwailid.
Abu Bakr adoptó una actitud tajante y resuelta respecto a estos acontecimientos y se decidió que cualquier grupo que no aceptara el dominio de Medina debía ser doblegado.

### Las guerras Ridda y la conquista de Arabia
Jálid ibn al-Walid recibió el mando de un poderoso ejército y fue enviado al centro de Arabia, donde se encontraban las más poderosas tribus que podían amenazar Medina.
A mediados de septiembre del año 632 d. C., se enfrentó a los Banu Asad y los derrotó en la batalla de Buzaja. Tulaiha ibn Juwáilid pudo escapar de la derrota, pero sus seguidores fueron definitivamente vencidos en la batalla de Ghamra.
Jálid se dirigió entonces a Naqra y batió a la tribu rebelde de los Banu Salim en la batalla de Naqra. La región fue definitivamente sometida tras la batalla de Zafar, en octubre de 632.

Campañas de Jálid ibn al-Walid durante las guerras Ridda.

Tras esta batalla, se encaminó a doblegar a los Banu Tamim, que se apresuraron a aceptar la autoridad de Abu Bakr. Sin embargo, una patrulla de fuerzas musulmanas encontró a unos fugitivos encabezados por el jeque y poeta Malik ibn Nuwaira. Málik y algunos de sus seguidores fueron encerrados en el campamento de Jálid ibn al-Walid acusados de apóstatas y de aliados de Sayah y esa misma noche fueron ejecutados. No habían pasado veinticuatro horas cuando Jálid ibn al-Walid tomó como esposa a la viuda de Málik ibn Nuwaira. Sobre Jálid cayó la sospecha de que había mandado ejecutar a Málik para desposarse con su viuda, lo que causó gran escándalo. Jálid fue llamado a Medina donde tuvo que dar explicaciones por sus acciones y se ganó la antipatía de Úmar ibn al-Jattab, quien exigía justicia.
Abu Bakr, tras aceptar la versión de Jálid ibn al-Walid, lo envió contra Musaylima y los Banu Hamifa, que ya habían conseguido vencer a dos ejércitos musulmanes. En diciembre del año 632 d. C., Jálid se enfrentó contra Musaylima en la feroz batalla de Yamama. Con una carga salvaje a través de una llanura de arena, los Banu Hamifa casi destrozaron a las fuerzas de Jálid, e incluso llegaron a saquear su propia tienda. Sin embargo, Zayd ibn al-Jattab, hermano de Úmar ibn al-Jattab, consiguió dirigir un contraataque que hizo retroceder a los Banu Hamifa a un oasis cercano a buscar refugio dentro de un recinto amurallado de palmeras datileras.
Musaylima pereció en la batalla y con su muerte acabó la resistencia de las tribus que se oponían al Califato ortodoxo.

### La invasión del Imperio sasánida
Con el fin de las guerras Ridda el estado islámico había demostrado su cohesión y había formado un ejército muy experimentado y curtido en batalla capaz de vencer a enemigos más fuertes en apariencia.
El estado islámico no habría podido sobrevivir como régimen árabe estable confinado en Arabia y el desierto de Siria. Los beduinos tradicionalmente habían derivado su sustento del saqueo a las tribus vecinas y las exacciones de distintos tipos que imponían a las poblaciones sedentarias. Sin embargo, un principio fundamental del islam temprano era que los musulmanes no debían atacarse unos a los otros; la Umma era una nueva tribu enorme y todos sus hombres eran miembros del mismo grupo defensivo. Una Arabia musulmana pacífica implicaba abandonar las formas tradicionales de sustento de los nómadas. Las alternativas eran extremas: o se lideraba a los beduinos fuera de los límites de Arabia o el sistema islámico se desintegraría.
Jálid fue enviado al Imperio sasánida en la primavera del año 633 d. C. con un ejército reforzado por nuevas tropas. En marzo vence a un pequeño ejército sasánida en la batalla de las Cadenas al sur del Éufrates, tras lo que se mueve por la franja del desierto y captura la ciudad de Ubulla.
Al cruzar Jálid ibn al-Walid el río con sus tropas, los árabes se encontraron con las fértiles tierras de la cuenca del Tigris y Éufrates, pero la incursión en esas tierras fue breve por preferir Jálid, con inteligencia, mantenerse en el desierto.
A finales de abril de 633, un ejército de sasánidas y árabes aliados se prepara para enfrentarse contra los musulmanes. Jálid ibn al-Walid, enterado, avanza hacia el oeste del Éufrates y presenta batalla. La dura batalla que siguió es conocida como batalla del Río y los musulmanes consiguieron una victoria total.

Campañas de Jálid ibn al Walid durante la Conquista musulmana de Persia.

Yazdgerd III envió un gran ejército comandado por Andarzghar, un militar experimentado, para detener a los musulmanes. Andarzghar se situó entre el Éufrates y el Tigris. Jálid marchó para enfrentarse al enemigo. La batalla de Walaŷa, larga y obstinada, fue vencida gracias a la táctica de Jálid ibn al-Walid, quien consiguió que sus tropas envolvieran a las árabes en un movimiento de tenaza (como Aníbal hizo en la batalla de Cannas).
Los árabes cristianos que eran atacados por los musulmanes pidieron protección a la corte sasánida. Un nuevo ejército formado en gran parte por árabes cristianos se reunió en Ullais, a medio camino entre Ubulla y Hira al mando de Jaban. Cuando le llegaron las noticia a Jálid ibn al-Walid vuelve a avanzar impetuosamente contra su enemigo, La batalla de Ullais fue fieramente disputada entre los dos ejércitos sin embargo los sasánidas no pudieron resistir el ímpetu musulmán. Jálid ibn al Walid, durante lo más duro del combate, había prometido a Dios que si le concedía la victoria no quedaría ningún enemigo vivo hasta que un río cercano llevase su cauce rojo de la sangre de sus enemigos.

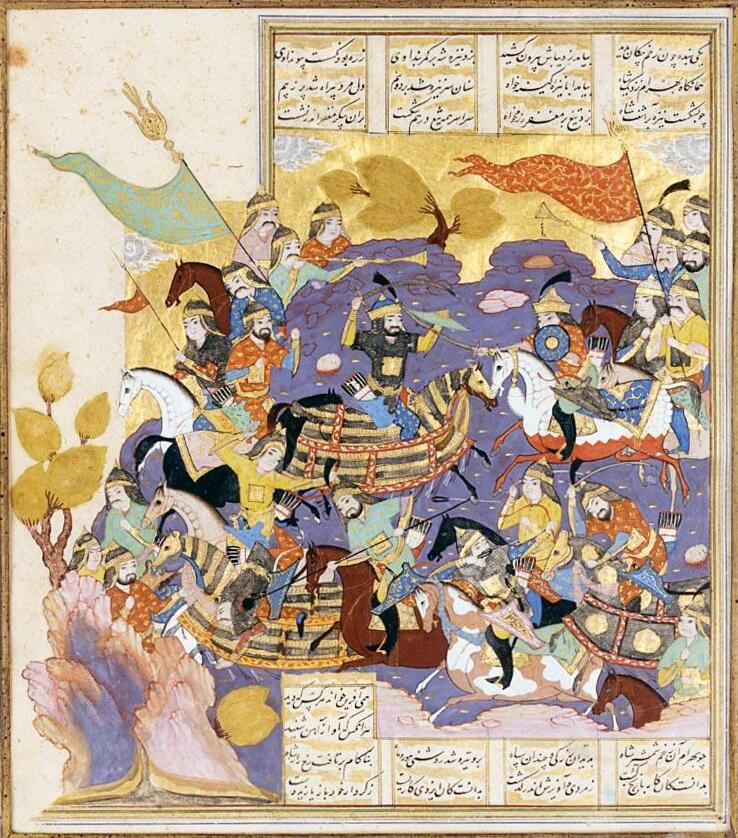
Lucha entre dos ejércitos sasánidas. Miniatura turca del.

El ejército musulmán consiguió la victoria y Jálid lanzó a la caballería en su persecución con la consigna de capturarlos vivos.
Durante tres días todos los prisioneros fueron conducidos hasta el lecho del río y fueron decapitados. Setenta mil persas y árabes cristianos murieron a manos de los musulmanes en la batalla de Ullais, incluidos los decapitados en el Río de Sangre.
Tras la victoria en Ullais y con el refuerzo de nuevas tropas Jálid pone cerco a la ciudad de Hira que se rindió y aceptó pagar un tributo (yizia) a Medina.
Las tropas musulmanas se dirigieron al norte y al oeste y pusieron bajo sitio Anbar, una fortaleza en el Éufrates a 80 millas de Babilonia, que tomaron. Después se dirigieron contra Ayn Tamar, fortaleza que se encontraba al borde del desierto, que se rindió sin presentar gran resistencia.
En el tiempo que Jálid partió de Yamama para la invasión de Irak, Abu Bakr había enviado a Ayadh ibn Ghanam para capturar Damat ul-Jandal y someter a las tribus del norte. Sin embargo, estas tropas se veían comprometidas por tribus árabes cristianas por lo que decidieron pedir ayuda a Jálid ibn al-Walid. Jálid consiguió que los árabes cristianos presentaran batalla y los venció en la batalla de Dumat ul-Yandal después tomo la ciudad, masacrando a la guarnición y esclavizando a mujeres y niños.
Los sasánidas habían preparado un gran ejército al mandó de Bahman para acabar con el ejército musulmán. Bahman dividió las fuerzas sasánidas en dos ejércitos de campaña que se trasladaron uno de ellos a Husaid y el otro a Janafis. Con esta división del ejército se intentaba facilitar el movimiento y la administración hasta que los árabes cristianos estuviesen preparados para la batalla que sería el momento elegido para concentrar al ejército persa.
Los árabes cristianos no estaban aún listos y formaron dos grupos concentrados en Muxayyah y Saniyy.

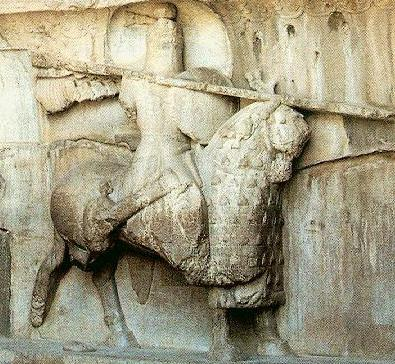
Caballería sasánida.

Jálid ibn al-Walid decidió tomar la iniciativa y destruir cada fuerza imperial por separado. Concentró al ejército imperial en Ain ut-Tamr tras lo que separó su ejército en tres grupos, uno a su mando y los otros al mando de Qaqa y Laila Abu respectivamente.
Qaqa logró vencer en la batalla de Husaid y Jálid ibn al-Walid decidió atacar en noviembre del año 633 al mayor ejército sasánida que se encontraba en Muzayyah. Para atacarlo decidió hacer converger sus fuerzas desde tres puntos avanzando por la noche, las fuerzas sasánidas no lo esperaban y el ejército persa fue destruido en la batalla de Muzayyah.
Una semana después, Jálid ibn al-Walid atacó a los árabes cristianos que se encontraban en Saniyy. La batalla de Saniyy se convirtió en una masacre y solo mujeres y niños sobrevivieron para convertirse en esclavos.
Tres noches después, volvió a repetir la misma estrategia de ataques nocturnos desde puntos convergentes contra un ejército árabe cristiano que se encontraba en Zumail. La batalla de Zumail terminó con una victoria total de las fuerzas de Jálid ibn al-Walid.
En menos de un mes, Jálid había aplastado a las fuerzas sasánidas en cuatro diferentes batallas que dejaron Mesopotamia vacía de fuerzas persas que pudieran suponer una amenaza.
Jálid ibn al-Walid decidió tomar la fortaleza de Firaz que contenía una fuerte guarnición persa a la que se unió la guarnición bizantina de una fortaleza cercana. El 21 de enero del año 634 d. C., Jálid fue capaz de atraer a los aliados a través del Éufrates y atacarlos logrando una victoria total en la batalla de Firaz. Esta fue la última batalla de la conquista de Jálid ibn al-Walid de Mesopotamia. Jálid aprovechó la tranquilidad que reinaba en la región para peregrinar de incógnito a La Meca. Tras lo que realizó una incursión hasta las cercanías de Ctesifonte.
Si Jálid tenía la esperanza de que no iba a ser reconocido en La Meca, estaba equivocado. Apenas había llegado de vuelta de la redada en Ctesifonte, cuando recibió una carta de Abu Bakr, advirtiéndole que "no lo volviera a hacer". La advertencia fue acompañada de otra gran misión: Jálid ibn al-Walid debía dirigirse a Siria. La campaña en Irak había terminado.

### La invasión del Imperio bizantino
Abu Bakr había enviado cuatro ejércitos pequeños para que operaran de manera independiente en las zonas de frontera al este del mar Muerto y el valle del río Jordán. Entre los comandantes seleccionados se encontraban Yazid ibn Abi Sufyán, hermano de Muawiya ibn Abi Sufyán, Abu Ubáidah ibn al-Yarrah y Amr ibn al-As. Estas fuerzas lograron infligir a los bizantinos la primera derrota en la batalla de Dathin.
Sin embargo, la verdadera conquista empezó con la llegada de Jálid ibn al-Walid después de una marcha desde Irak. Según las fuentes árabes, el ejército avanzó durante seis días por zonas donde no existían agua por lo que Jálid había obligado a algunos de sus camellos a beber más agua de la que podían y les ató las mandíbulas para que no pudieran rumiar y de esta forma fue sacrificando uno tras otro los camellos para poder beber el agua almacenada en sus estómagos.
Existen divergencias en las fuentes sobre la ruta que tomó Jálid. Algunas sostienen una ruta meridional que pasaría por Dumat al-Ŷandal mientras que otras afirman que realizó el viaje vía Palmira más hacia el norte.

Campañas de Jálid ibn al-Walid durante la conquista musulmana de Siria entre mayo y junio de 634 d. C.

Tras la terrible marcha, Jálid dirigió su ejército hacía Arak que fue asediada y rendida de forma negociada.  La mañana siguiente envió Jálid dos columnas para someter a Sujna y Qadma que fueron recibidas con alegría por los habitantes, que habían oído hablar de las generosas condiciones dadas el día anterior a Arak. En Tadmur, la guarnición se encerró en el fuerte, pero apenas había llegado a los musulmanes y rodeado de la fortaleza, cuando se iniciaron conversaciones para una entrega pacífica. Poco después de la rendición fue negociada en la que los habitantes de Tadmur accedió a pagar la yizia, y alimentar y albergar a cualquier guerrero musulmán que pasa por su pueblo.
Desde Tadmur el ejército marchó a Qaryatain, los habitantes se resistieron a los musulmanes. La ciudad fue tomada y saqueada.
Después se dirigió a Huwarren donde los musulmanes fueron atacados por árabes cristianos pero la victoria correspondió a las fuerzas islámicas. A la mañana siguiente se avanzó hacía Damasco aunque se detuvo a 20 km de la ciudad.
El 24 de abril del año 634 d. C., Jálid y sus fuerzas aparecieron súbitamente en March Rahit y cayeron sobre los cristianos gasánidas, aliados de los bizantinos, que estaban celebrando una fiesta.
A continuación giró hacia el sur para reunirse con los demás comandantes musulmanes que operaban en Siria, las cuales se unieron bajo su mando y avanzaron contra Bostra. La ciudad opuso poca resistencia y a finales de mayo de 634 d. C. llegó a un acuerdo con los musulmanes por el que la ciudad pagaba un impuesto anual.
Tras la rendición de Bostra las tropas musulmanas avanzaron hacia el oeste para encontrarse con Amr ibn al-As y se dirigieron contra un gran ejército bizantino que estaba asentado en Ajnadayn.
El 30 de julio del año 634 d. C. tuvo lugar la batalla de Adjnadayn que resultó una clara victoria para las fuerzas musulmanas.
Tras la derrota las fuerzas bizantinas permanecieron a la defensiva. Jálid se dirigió contra Damasco. El yerno del emperador Heraclio, Tomás, fue el encargado de la defensa de la ciudad. Para retrasar el avance de Jálid envió fuerzas contra él que fueron derrotadas en la batalla de Yaqusa (agosto de 634 d. C.) y en la batalla de Marj us-Suffar (19 de agosto de 634 d. C.).
El 20 de agosto del año 634 d. C., Jálid ibn al-Walid puso bajo asedio la ciudad de Damasco. Jálid ibn al-Walid se apostó en la puerta este de la ciudad, Amr ibn al-As en la puerta de Santo Tomás (lado norte), Abu Ubayda en la Puerta de Yabiya (al oeste) y Yazid ibn Abi Sufyán en la Puerta Kisán y en la Puerta Pequeña (lado sur). Los musulmanes también apostaron un contingente en la carretera al norte de Damasco para interceptar los posibles refuerzos que Heraclio mandase desde Emesa.
En septiembre los musulmanes tuvieron que repeler el ataque de un contingente bizantino que marchaba para levantar el sitio de Damasco.
Damasco fue tomada cuando nació el hijo del gobernador bizantino a cargo de la ciudad y éste permitió que sus hombres descansaran, comieran y bebieran para celebrar el acontecimiento. Jálid ibn al-Walid, gracias a un desertor, se enteró del acontecimiento y decidió aprovechar la situación. Hizo que algunos hombres lanzasen cuerdas a las almenas y treparon las murallas. Luego siguiendo una señal corrieron hasta la puerta este y mataron a los encargados de la puerta y a cuantos les opusieron resistencia.
Al otro extremo de la ciudad, los damascenos habían empezado a negociar una rendición y las tropas musulmanas habían empezado a entrar por el oeste. Los dos grupos se encontraron en el centro de la ciudad y se dispusieron a negociar con los damascenos.

Campañas de Jálid ibn al-Walid durante la Conquista musulmana de Siria entre los años 634 y 636 d. C.

Según los términos de la rendición la ciudad debía pagar un tributo, las propiedades del tesoro imperial fueron confiscadas para beneficio de todos los musulmanes.

## Servicio durante el Califato de Úmar
Durante el asedio de Damasco, Abu Bakr murió en Medina. El nuevo califa fue Úmar ibn al-Jattab quien sentía una intensa aversión hacia Jálid ibn al-Walid, a quien retiró del mando.

### Retirada del ejército
Las noticias del despido de Jálid ibn al-Walid llegaron durante el asedio de Damasco, pero Abu Ubáidah, su sustituto, no quiso dar a conocer la orden hasta después de la rendición de la ciudad. Abu Ubayda era un comandante más cauteloso que no poseía la visión estratégica de Jalid, por lo que en Siria se produjo un enlentecimiento del ritmo de las operaciones militares.  Abu Ubáidah le dio a Jálid ibn al-Walid el mando de la caballería y lo usó como asesor militar.

### La conquista de Siria
Poco después del nombramiento de Abu Ubáidah como comandante en jefe, le envió un pequeño destacamento de la feria anual que se celebra en Abu-al-Quds, (en la actualidad Abla), cerca de Zahlé al este de 50 km de Beirut. Se conocía que existía una guarnición bizantina guarda dicha feria, sin embargo el tamaño de la guarnición que dieron los informantes árabes estaba equivocado. La guarnición rápidamente rodeó a la pequeña fuerza musulmana de quinientos hombres y procedió lentamente a su aniquilación. Antes de que quedaran totalmente destruidos, Abu Ubaida, tras haber recibido nueva información de inteligencia, envió a Jálid para rescatar el ejército musulmán.  Jálid salvó a los musulmanes atrapados el 15 de octubre del año 634 d. C. venciendo en la batalla de Abu ul-Quds, aunque las bajas árabes fueron grandes. También saqueo el mercado de Abu ul-Quds y trajo una cantidad envidiable de botín.
Los bizantinos no se resignaron a perder Siria y concentraron un gran ejército en Baisan, al oeste del río Jordán.  A partir de aquí el ejército atacaría hacia el este y cortaría las comunicaciones con Arabia.

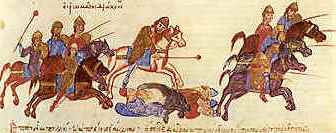
Caballería bizantina.

Cuando los generales islámicos se enteraron de la concentración de este ejército decidieron moverse y eliminar la amenaza. El ejército árabe marchó hacia Fahl y se encontró con el ejército bizantino. Jálid ibn al-Walid iba a la vanguardia de las fuerzas árabes que divisaron al enemigo.
Los ingenieros bizantinos inundaron el cinturón de colinas que se extendía a lo largo de ambas márgenes del río Jordán. El área inundada fue de hasta un kilómetro y medio más allá del río. Hubo algunas rutas a través de esta área inundada, pero solo eran conocidos por los bizantinos. Los musulmanes se decidieron a intentar el cruzar las tierras anegadas.
Jálid ibn al-Walid fue situado en la vanguardia pero el ataque se quedó atascado en el fango y tuvo que desistir de continuar avanzando. El ejército árabe desistió de atacar y espero para observar los movimientos bizantinos.
Poco después del atardecer el 23 de enero de 635 el ejército bizantino formó al oeste del río y comenzó su avance hacia Fahl, con la intención de sorprender a los musulmanes en sus campamentos por la noche sin embargo sus movimientos fueron sorprendidos por exploradores y el ejército árabe los esperaba formado para la batalla.

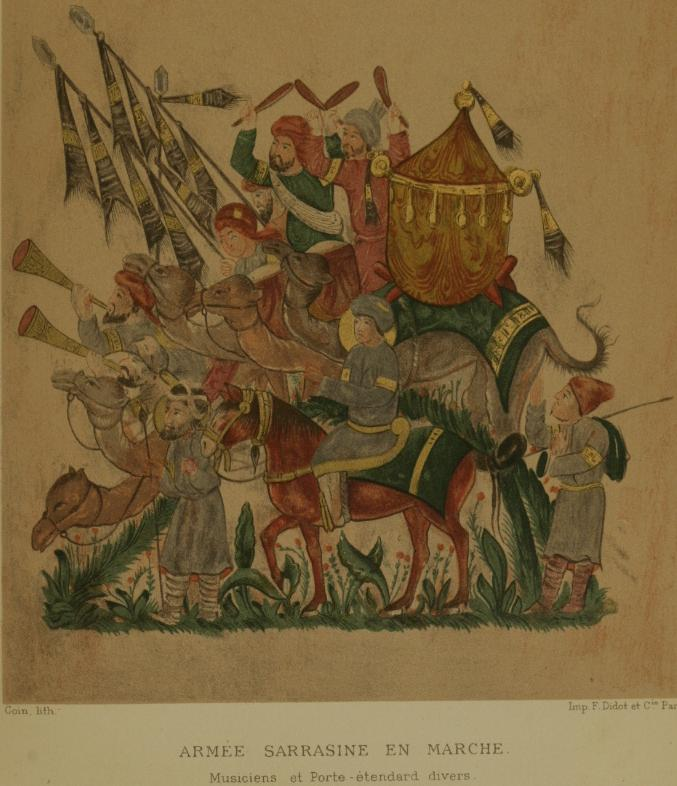
Ejército musulmán en marcha, obra de Gustave Léon Chlumberger.

En la batalla de Fahl los árabes pudieron detener los ataques bizantinos y lograron la victoria con un contraataque que hizo perder la cohesión y el orden al ejército bizantino.
Tras la victoria el ejército árabe se disgregó, Amr ibn al-Aas y Shurhabil ibn Hasana se trasladaron al sur para capturar Palestina, mientras que Abu Ubaidah y Jálid se movieron al norte para capturar el norte de Siria.
Al enterarse de las operaciones de Amr ibn al-Aas y Shurhabil ibn Hasana en Baisan y Tabariya, Heraclio supuso que los musulmanes habían elegido Jordania y Palestina como sus objetivos estratégicos próximos y no estaban interesados en el norte de Siria. También se enteró de que sólo un cuerpo débil del ejército musulmán se mantenía en Damasco. Por lo tanto, decidió retomar Damasco rápidamente. Con este objeto, envió un ejército romano en virtud de un general llamado Teodoro para combatir y derrotar a la guarnición musulmana de Damasco y volver a ocupar la ciudad. Esta fuerza partió de Antioquía, y moviéndose a través de Beirut, se acercó a Damasco desde el oeste. Este movimiento, sin embargo, apenas había comenzado cuando Heraclio fue informado de que Abu Ubaidah y Jálid habían dejado Fahl y fueron avanzando hacia el norte otra vez. Llegaban a Damasco casi al mismo tiempo que Teodoro, y los bizantinos, no tendrían la oportunidad de retomar la ciudad. Para fortalecer el ejército romano, Heraclio ordenó la separación de una parte de la gran guarnición de Emesa para reforzar Teodoro.
Al caer la noche, Teodoro decidió llevar a cabo una maniobra estratégica hábil. Dejando una parte del ejército para hacer frente a los musulmanes, al amparo de la oscuridad, movió al resto alrededor de la ladera de Jálid y al amanecer del día siguiente llegó a Damasco. Su intención era mantener al ejército musulmán principal en March ur-Rom, mientras que con su propio cuerpo que vencía rápidamente a la guarnición musulmana de Damasco. Era un plan muy inteligente, y el movimiento se llevó a cabo con la organización tan perfecta que no fue sino hasta la última parte de la noche en que los musulmanes llegaron a saber que la mitad del ejército bizantino ya no estaba allí.
Jálid se movió rápidamente hacia Damasco con la caballería. Mientras que Abu Ubaidah derrotaba al ejército bizantino en la batalla de Maraj al-Rum, Jálid se trasladó a Damasco y vencía a Teodoro en la batalla de Damasco.
Tras estos victorias, Abu Ubáidah envió a Jálid a Emesa, mientras que él mismo avanzó a Baalbek. La guarnición de Baalbek se rindió pacíficamente, y Abu Ubáidah marchó a Emesa para unirse a Jálid, que había puesto sitio a la fortaleza. A los pocos días del comienzo del asedio, se pactó una tregua. Emesa pagaría diez mil dinares y entregaría cien túnicas de brocado, y a cambio los musulmanes no atacarían la ciudad durante un año.
Calcis, viendo las generosas condiciones que había conseguido Emesa, pidió la paz. Abu Ubáidah aceptó la oferta. Hacia principios de noviembre de 635, el ejército musulmán marchó de Emesa a Hama; la ciudad se rindió voluntariamente. Una a una, las ciudades de Shaizar, Afamiya y Maarat Homs se rindieron a los musulmanes y accedieron a pagar la yizia.
Después de haber reunido los ejércitos considerables en Antioquía, Heraclio envió a reforzar las áreas de importancia estratégica del norte de Siria, la más importante, la fortaleza de Calcis y Emesa. Con la llegada del ejército bizantino a las ciudades, el tratado de paz fue violado.
Abu Ubáidah decidió tomar Emesa en primer lugar, y así limpiar su retaguardia del enemigo antes de emprender las operaciones más graves en el norte de Siria. Por lo tanto los musulmanes marcharon a Emesa con Jálid ibn al-Walid a la cabeza. A su llegada a la ciudad, Jálid encontró una gran fuerza bizantina desplegada en su camino, pero tras un ataque por parte de los musulmanes, se retiraron a la fortaleza, Abu Ubáidah llegó con el resto del ejército y se desplegó en cuatro grupos opuestos a las cuatro puertas de Emesa. El asedio duró dos meses y a mediados de marzo del año 636 d. C. la ciudad de rindió.

### La batalla de Yarmuk
Entre tanto, Heraclio estaba preparando un nuevo esfuerzo a gran escala para expulsar de Siria a los invasores musulmanes. Los bizantinos reclutaron un gran ejército en Emesa y marcharon hacia el sur a través de Baalbek hacía Damasco. En previsión de la llegada de este ejército, los árabes se retiraron de la ciudad y el ejército siguió avanzando hacía Yabiya, en los Altos del Golán.
Abu Ubáidah, viendo el tamaño del ejército bizantino, había seguido el consejo de Jálid ibn al-Walid y había concentrado en Yabiya a los ejércitos árabes que operaban en Siria y Palestina. Tras la unión de los ejércitos, Abu Ubáidah, a sugerencia de Jálid ordenó la retirada hacía la llanura del río Yarmuk, que era un territorio más adecuado para los musulmanes.  Abu Ubáidah, en un consejo de la guerra, transfirió el mando supremo de las fuerzas musulmanas a Jálid, quien actuó como comandante en el campo de batalla.
La batalla de Yarmuk consistió en una serie de conflictos que se prolongó durante varios días y que culminó con una gran batalla el 20 de agosto del año 636 d. C. La batalla estuvo igualada hasta que los musulmanes fingieron una retirada y engañaron a elementos del ejército bizantino para que los persiguieran a un terreno accidentado donde les tendieron una emboscada. Durante el contraataque musulmán, la caballería bizantina se separó de la infantería, lo que permitió a Jálid realizar una gran matanza con la caballería musulmana entre las filas de los soldados de a pie. La principal fuerza bizantina fue empujada hacia el oeste, con lo que quedó encerrada entre escarpados valles, con los barrancos del Yarmuk a sus espaldas. Jálid ibn al-Walid tomó el puente romano que cortaba la retirada bizantina hacia el oeste, lo que los desmoralizó al enemigo y aceleró la victoria árabe. Los musulmanes hicieron pocos prisioneros. La derrota de Yarmuk fue una catástrofe para el Imperio bizantino, que perdía definitivamente el control sobre Siria.

### Expulsión de los bizantinos de Siria
El siguiente objetivo fue Jerusalén que fue puesta bajo asedio. Durante cuatro meses, el sitio continuó sin interrupción. A continuación, el patriarca de Jerusalén, Sofronio, se ofreció a entregar la ciudad y pagar la yizia, pero solo a condición de que el propio califa acudiese, firmase el pacto con él y recibiese la ciudad.

Campañas de Jálid ibn al-Walid durante la Conquista musulmana de Siria entre los años 636-637.

Tras la rendición de Jerusalén y siguiendo las instrucciones del califa, Yazid procedió a poner bajo asedio Cesárea, Amr y Sharhabil marcharon para volver a ocupar Palestina y Jordania, tarea que se completó a finales de ese año. Cesárea, sin embargo, no pudo ser tomada hasta 640, cuando al fin la guarnición depuso las armas ante Muawiya. Abu Ubaida y Jálid, con un ejército de diecisiete mil hombres, partió de Jerusalén a conquistar todo el norte de Siria.
Abu Ubáidah avanzó hacia Damasco y luego a Emesa mientras que Jálid ibn al-Walid se dirigió a Calcis. En Hazir, cinco kilómetros al este de Calcis, un ejército bizantino le cortó el paso, pero fue derrotado en la batalla de Hazir.

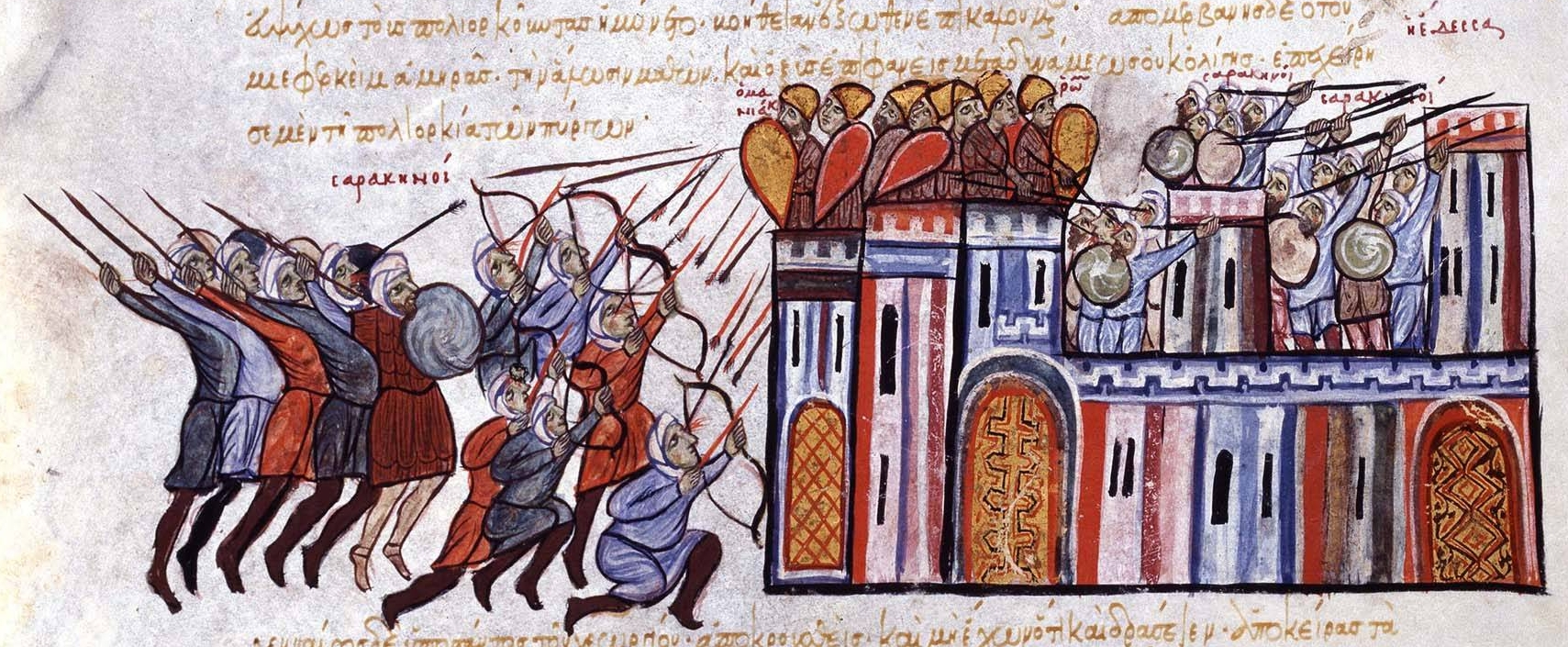
Lucha entre bizantinos y árabes. Miniatura del Skylitzes Matritensis.

Calcis se rindió en junio de 637 tras lo que Jálid ibn al-Walid, junto con Abu Ubáidah, marchó a Alepo, que se rindió en octubre del año 637 d. C. El ejército musulmán se trasladó a través de Harim y se acercó a Antioquía desde el este. Fuerzas bizantinas intentaron presentar oposición al avance islámico cerca del río Orontes en la batalla del Puente de Hierro, pero resultaron vencidos y sus bajas fueron muy numerosas, tanto que se estima que tras la batalla de Yarmuk y de Achnadáyn es la batalla con mayor número de bajas bizantinas de la campaña siria.
El ejército árabe puso sitio a Antioquía, que se rindió el 30 de octubre de 637. Tras la ocupación de esta ciudad, las columnas árabes se trasladaron al sur, a lo largo de la costa mediterránea, y capturaron Latakia, Jabla y Tartus. Jálid ibn al-Walid realizó una incursión hacia el este hasta el Éufrates, hasta las proximidades de Manbich y apenas encontró oposición. A principios de enero del año 638, se reincorporó al ejército de Abu Ubáidah en Alepo.
Heraclio no podía intentar recuperar Siria y estaba más preocupado por salvar el resto del Imperio bizantino que, después de la batalla de Yarmuk y de la toma de Antioquía por los musulmanes, era muy vulnerable. Para reorganizar sus recursos militares y mantener a los musulmanes en Siria incitó a los árabes cristianos de Yazira a tomar las armas contra los musulmanes. Al conocer la situación, Jálid ibn al-Walid era partidario de tomar la iniciativa y forzar una batalla campal, pero el resto de generales prefería una estrategia defensiva y concentrar el ejército en Emesa. Úmar, informado de la invasión de los árabes cristianos, envió varios destacamentos a Yazira a que atacasen Raqqa y Nísibis. Por otra parte, envió a Qa'qa ibn Amr con cuatro mil hombres desde Irak hacía Emesa. Los árabes cristianos llegaron a Emesa para encontrar a los musulmanes fortificados y pusieron cerco a la ciudad. Pero apenas había comenzado el asedio cuando los mensajeros llegaron al galope de Yazira para informarles que los musulmanes marchaban de Irak hacia la Yazira. Los árabes cristianos abandonaron el asedio y se retiraron hacia Yazira. Úmar decidió conquistar esta y lo logró a finales del verano del 638.
Tras la conquista de Yazira, Abu Ubaida envió a Jálid ibn al-Walid y a Ayaz ibn Ghanam al norte de Yazira. Capturaron las ciudades de Edesa, Amida, Malatya y Marash tras lo que atacaron la Armenia bizantina hasta la región de Ararat. Úmar detuvo a los ejércitos árabes que regresaron a Siria cargados de botín. Esta expedición fue la última de la carrera militar de Jálid ibn al-Walid.

Campaña de Jálid ibn al-Walid en Anatolia y Armenia.

### Retirada definitiva de Jálid ibn al-Walid del ejército y muerte
Tras la captura de Marash, Jálid adquirió un gran botín y un buen número de personas se acercaron a él para cantar sus alabanzas y recibir regalos. Jálid conoció a un poeta, Ashath ibn Qais —que había liderado la revuelta de su tribu en Yemen durante las Guerras Ridda y que se salvó en el último minuto, traicionando a sus propios seguidores—, que acudió a Calcis y le recitó un bello poema de alabanza en el que se le describía como un gran conquistador. Jálid le recompensó con diez mil dirhams.
Úmar, cuando se enteró, envió una carta a Abu Ubáidah pidiéndole que llevase a declarar a Jálid ibn al-Walid para saber si los dirhams entregados a Ashath ibn Qais procedían de su bolsillo o de una apropiación indebida del botín. De esta forma, Jálid se encontraba en la disyuntiva de declararse culpable de apropiación indebida o de extravagancia. Se designó a Bilal ibn Ribah para juzgar a Jálid ibn al-Walid y le hizo comparecer en Calcis en juicio público. Jálid declaró haber gastado el dinero de su bolsillo y fue absuelto de la acusación de apropiación indebida. Sin embargo, fue apartado de sus funciones.
Jálid viajó a Medina y fue humillado por Úmar, que le acusó de atesorar bienes que pertenecían a los musulmanes. Jálid replicó mansamente que no tenía nada que perteneciera a sus correligionarios. Al final se llegó a un acuerdo por el que Jálid hubo de renunciar a la mayor parte de su fortuna y quedarse solo el equipo militar y sus esclavos, tras lo que regresó a Siria.
De vuelta en Siria (principios del año 639), se propagó una epidemia que acabó con la vida de miles de musulmanes. Entre estos muertos estuvieron Abu Ubáidah, Shurhabil ibn Hasana y Yazid ibn Abi Sufyán, algunos de los más queridos amigos de Jálid, además de varios de sus hijos.
Jálid ibn al-Walid murió antes de que pasasen cuatro años desde su retirada del ejército, en el año 642, en Emesa. Su tumba está situada en la mezquita conocida como Mezquita de Jálid ibn al-Walid.

## La Espada de Dios
Jálid ibn al-Walid se ganó el apelativo de “Espada de Dios”. Él mismo explicó al general armenio Yuryah, antes de la batalla de Yarmuk, por qué se le conocía con ese nombre:

Dios nos envió a su Profeta, que nos llamó, pero a quien nosotros evitamos y de quien nos mantuvimos alejados. Luego, algunos de nosotros creyeron en él y le siguieron, mientras que otros nos distanciábamos de él y le llamábamos mentiroso. Yo estaba entre los que le llamaban mentiroso, le rechazaron y combatieron. Entonces Dios agarró nuestros corazones y nuestro pelo y nos condujo hasta él para que le siguiéramos. El Profeta me dijo: «eres una espada entre las espadas de Dios que Dios ha desenvainado contra los politeístas” y oró por mi victoria. Así que me llamó Espada de Dios porque ahora soy el musulmán más hostil hacía los politeístas».

En sus últimos días, Jálid ibn al-Walid se atormentaba por no haber podido morir en el campo de batalla.
En una ocasión en la visita de un amigo, Jálid se preguntaba: «He buscado el martirio en cien batallas. ¿Por qué no he muerto en la batalla?».
Su amigo le respondió: «No puedes morir en la batalla, el nombre de Espada de Dios determina que no caerías en la batalla ya que si hubieras muerto de manos de un infiel eso significaría que la Espada de Dios se había roto por un enemigo de Dios y eso no podría ser».

## “El Arte de la Guerra” de Jálid ibn al-Walid
Jálid ibn al-Walid lucha cerca de un centenar de batallas y nunca sufrió una derrota. Además fue el artífice que la creación del primer ejército musulmán.
Jálid utilizó las habilidades de los beduinos para crear un ejército temible adaptado totalmente al desierto. En su lucha contra los Sasánidas aparecía desde el desierto, golpeaba a sus rivales y regresaba al desierto donde sus enemigos eran incapaces de seguirlo.
Jálid organizó a la caballería musulmana en un orden de batalla que los árabes no habían empleado antes. Dividió a la caballería en pequeños escuadrones (kardus) de entre treinta y seis y cuarenta jinetes. De esta forma la caballería era más manejable y además parecía más numerosa para el enemigo.
Jálid ibn al-Walid también creó la Guardia Móvil, que actuó como una fuerza de elite dentro de la caballería musulmana durante la invasión de Siria. Se componía de veteranos de las Guerras Ridda y de la campaña de Irak que habían servido bajo el mando de Jálid. Fueron importantes en batallas como la de Damasco o la batalla de Yarmuk.
También creó un cuerpo de campeones (Mubarizun) que estaban entrenados para ser extremadamente diestros con la espada y su misión era retar a los comandantes y oficiales enemigos para, matándolos, dar un golpe psicológico al rival que sería aprovechado con un ataque general. Esta técnica fue utilizada con eficacia en varias batallas (batalla de las Cadenas, batalla del Río o batalla de Achnadáyn) cuando no era posible sacar ventaja del efecto sorpresa o de una ventaja táctica. El genio estratégico y táctico de Jálid se demuestra con la facilidad que tuvo de utilizar técnicas complicadas con un ejército no profesional. Son de destacar la maniobra de doble envolvimiento que utilizó en la batalla de Walaja y que supuso la destrucción de un ejército sasánida superior al suyo.
Otra técnica muy complicada y que exigía gran coordinación era la del movimiento nocturno en tres columnas que avanzaban por tres rutas distintas y que convergían en el momento de la batalla. Esa maniobra necesitaba una gran sincronización y un gran conocimiento del terreno. Esta técnica fue utilizada con éxito por Jálid en las batallas de Muzayyah, Saniyy y Zumail.
La maniobra que realizó su ejército en la batalla de Yarmuk también es muy osada y efectiva. Jálid hizo que las tropas musulmanas empujaran hacia el oeste para que quedara encerrada entre escarpados valles y luego cortó su única retirada tomando un puente que río Ruqqad.
Otra maniobra que maravilla todavía hoy a los estudiosos modernos es la marcha de las tropas musulmanas comandadas por Jálid desde Irak a través del desierto sirio y que sorprendió a las tropas bizantinas y de árabes cristianos que consideraban el desierto sirio como infranqueable.
El objetivo de Jálid no era la ocupación del territorio ni las maniobras dilatorias sino que su único objetivo era la destrucción del enemigo.

## Familia
Jálid ibn al-Walid era hijo de Walid ibn al-Mughira que tuvo varias mujeres y muchos hijos.
Solo se conoce a algunos de sus hijos (hermanos de Jálid):
- Hisham ibn Walid
- Walid ibn Walid
- Ammarah ibn Walid
- Abdul Shams ibn Walid[3]

No se conoce con exactitud cuántos hijos tuvo Jálid ibn al-Walid, los conocidos son:
- Sulaimán ibn Jálid, participó en la conquista musulmana de Egipto durante la cual falleció.[45]
- Abdul Rahman ibn Jálid, gobernador de Emesa durante el califato de Uthmán ibn Affán, participó en la batalla de Siffin como uno de los generales de Muawiya ibn Abi Sufyán.[45]
- Muhayir ibn Jálid, quien murió durante la batalla de Siffin mientras defendía el derecho al califato de Abu l-Hasan Alí ibn Abi Tálib.[45]